# Tiago Tomás
Tiago Tomás, né le 16 juin 2002 à Lisbonne au Portugal, est un footballeur portugais qui évolue au poste d'avant-centre au VfB Stuttgart.

## Biographie

### En club
Tiago Tomás est formé au Sporting CP. Le 25 juin 2020, Tiago Tomás signe un contrat courant jusqu'en 2025 avec son club formateur.
Le 1er juillet 2020 il fait ses débuts en professionnels à l'occasion d'une rencontre de Liga NOS contre Gil Vicente (2-1 pour le Sporting). Tiago Tomás joue son premier match de coupe d'Europe le 24 septembre 2020, lors d'une rencontre qualificative pour la phase de groupe de la Ligue Europa contre l'Aberdeen FC. Titularisé ce jour-là, il inscrit son premier but en professionnel, le seul du match, qui permet ainsi à son équipe de s'imposer et de se qualifier pour le tour suivant. Ses prestations attirent plusieurs clubs européens, dont l'Arsenal FC, où on l'annonce avec insistance durant le mercato hivernal, mais le joueur reste finalement au Sporting,. Il est sacré champion du Portugal en 2021.
Le 30 janvier 2022, Tiago Tomás est prêté pour un an et demi, soit jusqu'en juin 2023, au VfB Stuttgart. Le club allemand possède une option d'achat sur le joueur. Il inscrit ses deux premiers buts pour le club lors d'une rencontre de championnat face au Bayer Leverkusen, le 12 février 2022. Titulaire ce jour-là, Tomás ne peut éviter la défaite de son équipe par quatre buts à deux malgré ses buts,.
Le 5 juillet 2023, Tiago Tomás quitte définitivement le Sporting CP afin de s'engager en faveur du VfL Wolfsburg. Il signe un contrat courant jusqu'en juin 2028 et portera le numéro 11,.
Tomás se fait remarquer dès son premier match pour Wolfsburg en marquant deux buts et délivrant deux passes décisives, le 13 août 2023, lors d'une rencontre de coupe d'Allemagne face au TuS Makkabi Berlin (en). Entré en jeu à la place de Lukas Nmecha, il participe à la victoire de son équipe par six buts à zéro.
Le 18 août 2025, Tiago Tomás fait son retour au VfB Stuttgart, où il avait déjà été prêté entre 2022 et 2023. Il signe cette fois un contrat de quatre ans, soit jusqu'en juin 2029.

### En sélection
Tiago Tomás est sélectionné avec l'équipe du Portugal des moins de 17 ans pour participer au championnat d'Europe des moins de 17 ans en 2019. Lors de ce tournoi organisé en Irlande il joue trois matchs dont deux comme titulaire. Son équipe sort de son groupe mais est vaincue en quarts de finale face à l'Italie (1-0).
Avec les moins de 18 ans, il inscrit notamment un doublé face à la Roumanie le 7 décembre 2019 (victoire 3-2 des Portugais) et un autre but face à la Turquie deux jours plus tard (victoire 3-1 du Portugal).
Il est retenu avec l'équipe du Portugal espoirs par le sélectionneur Rui Jorge pour disputer le championnat d'Europe espoirs en 2021. Il joue son premier match avec les espoirs lors de ce tournoi, le 25 mars contre la Croatie où il est titularisé (victoire 1-0 du Portugal). Le 31 mars suivant il délivre une passe décisive pour Francisco Trincão contre la Suisse, contribuant à la victoire de son équipe (0-3). Tomás marque son premier but avec les espoirs le 7 octobre 2021, lors d'un match contre le Liechtenstein. Il entre en jeu et participe à la victoire de son équipe par onze buts à zéro.

## Statistiques
| Saison                | Club                  | Championnat           | Championnat | Championnat | Coupe nationale | Coupe nationale | Coupe de la Ligue | Coupe de la Ligue | Compétition(s) continentale(s) | Compétition(s) continentale(s) | Compétition(s) continentale(s) | Barrages | Barrages | Total | Total |
| Saison                | Club                  | Division              | M.          | B.          | M.              | B.              | M.                | B.                | Comp.                          | M.                             | B.                             | M.       | B.       | M.    | B.    |
| 2019-2020             | Sporting CP           | Liga NOS              | 5           | 0           | -               | -               | -                 | -                 | -                              | -                              | -                              | -        | -        | 5     | 0     |
| 2020-2021             | Sporting CP           | Liga NOS              | 30          | 3           | 3               | 0               | 2                 | 1                 | C3                             | 2                              | 2                              | -        | -        | 37    | 6     |
| 2021-2022             | Sporting CP           | Liga NOS              | 13          | 0           | 2               | 2               | 3                 | 1                 | C1                             | 5                              | 0                              | -        | -        | 23    | 3     |
| Sous-total            | Sous-total            | Sous-total            | 48          | 3           | 5               | 2               | 5                 | 2                 | -                              | 7                              | 2                              | -        | -        | 65    | 9     |
| 2021-2022             | VfB Stuttgart (prêt)  | 1.Bundesliga          | 14          | 4           | -               | -               | -                 | -                 | -                              | -                              | -                              | -        | -        | 14    | 4     |
| 2022-2023             | VfB Stuttgart (prêt)  | 1.Bundesliga          | 27          | 3           | 4               | 1               | -                 | -                 | -                              | -                              | -                              | 2        | 0        | 33    | 4     |
| Sous-total            | Sous-total            | Sous-total            | 41          | 7           | 4               | 1               | 0                 | 0                 | -                              | 0                              | 0                              | 2        | 0        | 47    | 8     |
| 2023-2024             | VfL Wolfsburg         | 1.Bundesliga          | 26          | 1           | 3               | 2               | -                 | -                 | -                              | -                              | -                              | -        | -        | 29    | 3     |
| 2024-2025             | VfL Wolfsburg         | 1.Bundesliga          | 24          | 6           | 4               | 0               | -                 | -                 | -                              | -                              | -                              | -        | -        | 28    | 6     |
| Sous-total            | Sous-total            | Sous-total            | 50          | 7           | 7               | 2               | -                 | -                 | -                              | -                              | -                              | -        | -        | 57    | 9     |
| Total sur la carrière | Total sur la carrière | Total sur la carrière | 109         | 17          | 16              | 5               | 5                 | 2                 | -                              | 7                              | 2                              | 2        | 0        | 139   | 26    |

## Palmarès
Sporting CP
- Coupe de la Ligue portugaise (1) :
  - Vainqueur : 2020-21.

 Sporting Portugal
- Championnat du Portugal (1) :
  - Vainqueur : 2020-21.